# كارلوس هيلر
كارلوس هيلر هو مصرفي وسياسي أرجنتيني، ولد في 17 أكتوبر 1940 في Villa Domínguez ‏ في الأرجنتين. نشط حزبياً في Solidary Party ‏. وقد انتخب عضو مجلس النواب في الأرجنتين ‏ عن دائرة بوينس آيرس (10 ديسمبر 2009 – 9 ديسمبر 2013) وانتخب عضو مجلس النواب في الأرجنتين ‏ عن دائرة بوينس آيرس وقد انضم خلال فترته النيابية (10 ديسمبر 2013 – 9 ديسمبر 2017) للكتلة البرلمانية Solidary Party ‏.